# Constantin Blejan
Constantin Blejan este un medic și senator român în legislatura 1996-2000 ales în județul Hunedoara pe listele partidului PNL. În cadrul activității sale parlamentare, Constantin Blejan a fost membru în grupul parlamentar de prietenie cu Regatul Maroc. Constantin Blejan a fost membru în comisia pentru muncă, familie și protecție socială și în comisia pentru drepturile omului, culte și minorități. Constanntin Blejan a inițiat 4 propuneri legislative, dintre care 1 a fost promulgată lege.